# Adamiwka (hromada Derażnia)
Adamiwka (ukr. Адамівка) – wieś na Ukrainie, w obwodzie chmielnickim, w rejonie chmielnickim, w hromadzie Derażnia. W 2001 roku liczyła 11 mieszkańców.